# Wolfgang Thomalla
Wolfgang Thomalla (* 30. Januar 1944) ist ein deutscher ehemaliger Fußballspieler. In den 1970er Jahren spielte er für die Armeesportgemeinschaft ASG Vorwärts Löbau in der DDR-Liga, der zweithöchsten Liga im DDR-Fußball.

## Sportliche Laufbahn
Als 1964 die ASG Vorwärts Löbau gegründet wurde, gehörte zu den Spielern der ersten Stunde auch der 20-jährige Wolfgang Thomalla. In der ersten Saison spielte er mit der ASG in der fünftklassigen Kreisklasse Görlitz, stieg aber 1965 sofort in die Bezirksklasse Dresden und 1966 in die drittklassige Bezirksliga auf. Dort spielte Thomalla mit Vorwärts Löbau bis 1971. Von der Saison 1971/72 bis zur Spielzeit 1973/74 war die Armeemannschaft in der DDR-Liga vertreten, wo Thomalla stets zum Spielerkader gehörte. Seine beste DDR-Liga-Saison bestritt er 1971/72, als er 15 der 20 ausgetragenen Punktspiele absolvierte.  Er wurde hauptsächlich als Mittelstürmer eingesetzt und wurde mit seinen fünf Treffern zum zweitbesten Torschützen seiner Mannschaft. Die Spielzeit 1972/73 begann er sofort wieder mit einem Tor, sollte nun aber im Mittelfeld spielen. Er kam jedoch nur in den ersten drei Ligaspielen zum Einsatz, danach wurde er für längere Zeit nicht wieder aufgeboten. In der Saison 1973/74 gab es mit ihm noch einen Versuch, als er am 17. Spieltag in der 77. Minute als Einwechsler auf das Feld kam. Nach dieser Saison stieg die ASG Vorwärts Löbau aus der DDR-Liga ab und kehrte genauso wie Wolfgang Thomalla nicht wieder in den DDR-weiten Fußballbetrieb zurück. 